# Miroslovești
Miroslovești – wieś w Rumunii, w okręgu Jassy, w gminie Miroslovești. W 2011 roku liczyła 1912 mieszkańców.